# Un Quijote sin mancha
Un Quijote sin mancha es una película de comedia mexicana de 1969 dirigida por Miguel M. Delgado y protagonizada por Mario Moreno «Cantinflas» , Lupita Ferrer, Susana Salvat y Ángel Garasa. El título de esta película hace referencia a la novela Don Quijote de la Mancha.

## Argumento
Justo Leal y Aventado (Cantinflas) es un pasante de derecho que recibe clases de un anciano abogado, el profesor Ramón Arvide (Ángel Garasa), ya retirado, quien enumera muchas de las formas en que Justo le recuerda a Don Quijote, personaje de Don Quijote de la Mancha, diciendo: «Eres partidario de la justicia; te gusta ayudar a los pobres, aun sabiendo que poco, o nada, pueden darte; en fin... eres un hombre puro, y sin mancha».
Justo trabaja como pasante de derecho en el prestigioso bufete de abogados de los Mancera, abogados cuya clientela suele ser de la élite. A Justo no le gusta el trabajo, aunque tiene una amiga allí en la secretaria, Angélica (Lupita Ferrer). Justo pide un aumento en su salario, pero nunca se lo conceden. Esto, combinado con el disgusto que experimenta al tener que servir a clientes corruptos, lleva a Justo a renunciar, y a dedicarse a la defensa de aquellos que no tienen con qué pagar.
Durante el transcurso, Justo defiende una serie de clientes. Libera a Cirilo Pingarrón, un joven acusado de robar un televisor de la tienda donde trabaja, de la prisión. Aunque Cirilo es realmente culpable del robo, Justo argumenta que solo quería llevarlo a su casa «por dos razones: Una, para comprobar qué tan portátil es este televisor. Y la otra, para poder ver, como cualquier ser humano, ese gran partido de fútbol entre América y Guadalajara», y que su intención era devolverlo al día siguiente. Justo también llama la atención sobre el hecho de que el dueño de la tienda (un español cuyo acento es casi incomprensible) le paga a Isidro solo cuarenta pesos a la semana, lo que argumenta que está lejos de ser lo que establece la ley.
En otro caso, Justo también ayuda a Sara Buenrostro (Susana Salvat), una joven viuda a quien le quieren quitar a su hija porque trabaja como bailarina en un club nocturno. Justo señala la hipocresía de los acusadores, indicando que el abogado acusador (uno de los Mancera con quien Justo había trabajado anteriormente) había sido visto tomando el sol con la secretaria de un colega. La vergüenza, combinada con el hecho de que Justo le había conseguido a la Sra. Buenrostro otro trabajo como operadora telefónica, hace que se retire la demanda y la joven madre se queda con su hija.
Mientras tanto, el vecindario en el que vive Justo está bajo la amenaza de que el propietario expulse a los inquilinos para subir la renta. Justo toma la defensa de sus vecinos, y en una reunión convocada con el propietario, Justo, aprovechando que había comprado un teléfono que aún no había sido conectado, pretende tener una conversación telefónica con el Subsecretario de Salubridad, incluyendo hacer creer al propietario de una nueva ley que castigaría la falta de mantenimiento de viviendas con cárcel. Sintiéndose amenazado por la nueva ley, y siguiendo el consejo de Justo, el propietario no solo decide no echar a los inquilinos, sino hacer varios arreglos en las casas.
El mismo juez que presidió el caso de la Sra. Buenrostro le pide a Justo que vaya a buscar a su hijo, quien dejó la casa para dedicarse al estilo de vida hippie. Justo se viste de hippie para entrar en un club frecuentado por hippies donde encuentra al joven, y mientras intenta convencerlo de que regrese a casa, la policía allana el club y lleva a todos a la cárcel, incluido Justo, a quien ven como otro de los hippies. Justo regaña a los jóvenes en la cárcel, criticando su falta de amor por el trabajo, diciéndoles «Quieren liberarse, y se están convirtiendo en esclavos de sus propios vicios». El profesor Arvide escucha la noticia de que Justo ha sido llevado a la cárcel y acude a la estación de policía para sacarlo, pero se va con tanta prisa que olvida cambiarse de ropa y llega vestido en pijamas, por lo que la policía lo toma por otro hippie y lo meten en la cárcel con Justo. Después de pasar la noche en la cárcel, Justo, el profesor y el hijo del juez son liberados. El joven, arrepentido, le promete a Justo que sus días de hippie han terminado y regresa a casa.
Los vecinos celebran la salvación del barrio (y el cumpleaños de Justo) con una fiesta. Justo está a punto de declarar su amor por Angélica, cuando ella anuncia que ella y el hijo del propietario están comprometidos. Durante la fiesta, el profesor Arvide, mientras baila con Angélica, sufre un ataque; Justo lo acompaña a su apartamento, donde el profesor, después de darle algunos consejos finales a Justo, muere.
En la última escena, unos días después de la muerte del profesor, muchas de las personas que Justo ha podido ayudar llegan a su casa-oficina para agradecerle por su servicio. La película termina con Justo caminando en triunfo por las calles de la Ciudad de México.

## Reparto
- Mario Moreno «Cantinflas»  como Justo Leal y Aventado.
- Ángel Garasa como Profesor Ramón Arvide.
- Lupita Ferrer como Angélica.
- Susana Salvat como Sara Buenrostro.
- Carlos Fernández como Lic. Alberto Borrego
- Eduardo Alcaraz como Licenciado en delegación.
- Luis Manuel Pelayo como Patrón de Cirilo
- Carlos Riquelme como Juez.
- Víctor Alcocer como Sr. Borrego
- Angelines Fernández como Prudencia Pingarrón.
- Carlota Solares como Isabel Gavilán.
- Carlos Agostí como Gerardo Palomo.
- Roberto Meyer como Sr. Malpica
- Agustín Isunza como Abuelo Mancera.
- Queta Carrasco como Doña Angustias.
- León Barroso como Lic. Tomás Mancera.
- Consuelo Monteagudo como Doña Candelaria.
- Rodolfo Roca
- César Castro como Hijo del Juez.
- Victorio Blanco como Anciano en el elevador (no acreditado).
- Nora Cantú como Amiga bailarina de Sara (no acreditada).
- Abel Cureño como Vecino (no acreditado).
- Felipe de Flores como Vecino (no acreditado).
- Sadi Dupeyrón como Cirilo (no acreditado).
- Pedro Elviro como Secretario en delegación (no acreditado).
- Evelia Esquivel como Sra. Malpica (no acreditada).
- Rosa Furman como Presidenta de la moral (no acreditada).
- Pepita González como Amiga de la presidenta (no acreditada).
- Armando Gutiérrez como Comisario (no acreditado).
- Leonor Gómez como Vecina (no acreditada).
- Benny Ibarra como Cantante de Los Yaqui (no acreditado).
- Carlos Vendrell como Policía (no acreditado).
- Jacqueline Voltaire como Bailarina (no acreditada).
- Eduardo Zamarripa como Vecino (no acreditado).

## Análisis
En Cantinflas and the Chaos of Mexican Modernity, el profesor Jeffrey M. Pilcher declaró que la película era la segunda vez que Cantiflas «denunciaba la contracultura local» al mostrar su personaje «en un club nocturno lleno de beats drogados» (después de El señor doctor), diciendo en referencia a la escena en la que su personaje regaña a un grupo de hippies en la cárcel que «al reprender a los jipitecas por fumar droga en lugar de trabajar, Moreno invirtió los papeles de su primera película, ¡Ahí está el detalle!, concediéndoles el despreocupado espíritu juvenil de Cantinflas mientras se convertía en la figura del establecimiento pesado interpretado por Joaquín Pardavé [en Ahí está el detalle]». La película se estrenó faltando dos semanas para que se cumpliera un año de los eventos de la masacre de Tlatelolco, que no se menciona específicamente en la película. No obstante, Pilcher argumentó que las denuncias de Cantinflas contra la contracultura juvenil simbolizaban a «Mario Moreno [uniéndose al] intento de restaurar la legitimidad del partido gobernante [el Partido Revolucionario Institucional] al condenar a los estudiantes [que fueron víctimas de la masacre] como una amenaza para la nación». Pilcher también citó la película como un ejemplo de la carrera de Cantinflas en aquel momento habiendo «alcanzado un declive terminal», describiendo la escena de la sala del tribunal como él «tratando de revivir la triunfante escena de la sala del tribunal de Ahí está el detalle; pero mientras que en 1940 Cantinflas había subvertido a toda la sala del tribunal con sus sinsentidos de habla rápida, lo mejor que pudo hacer en 1969 fue acusar al fiscal acusador de vacacionar en Acapulco con una secretaria bilingüe». Pilcher señaló además sus «intentos de restaurar su complexión juvenil», diciendo: «Lo más patético de todo fue su deseo de tener su tarta juvenil y comérsela también disfrazándose con una peluca de trapeador y gafas con montura de alambre para bailar con una chica gogó antes de sermonear a los jipitecas. Parecía, al final, como un viejo párroco ambivalente, simultáneamente seducido por los pecados de la juventud y aterrorizado por su alma inmortal. Mientras desahogaba su ira contra la juventud de clase media, también perdió contacto con la realidad cambiante de los pobres urbanos, siempre su más leal audiencia».

## Canciones
- «La barca de oro» de Abundio Martínez e interpretada por Cantinflas y Ángel Garasa.
- «La vida fácil» de Benito Raúl Ibarra Garza ("Benny") e interpretada por Los Yaki.
- «Me quedo en la tierra» de Benito Raúl Ibarra Garza ("Benny") e interpretada por Los Yaki.
- «Cuello de Tortuga» escrita e interpretada por Los Aragón.
- «Boogaloo de los Aragón» escrita e interpretada por Los Aragón.